# Józef Grudzień
Józef Grudzień (Piasek Wielki, 1 de abril de  1939 – 17 de junho de 2017) foi um pugilista polonês.
Ele ganhou duas medalhas nos Jogos Olímpicos: ouro na categoria peso-leveem 1964, em Tóquio, e prata na Cidade do México, em 1968. 
Foi duas vezes medalhista no Campeonato Europeu de Boxe Amador, prata em Berlim (1965) e ouro em Roma (1967).
Em 1998, recebeu a Ordem da Polônia Restituta,  uma das mais altas condecorações daquele país.